# 巴柳泽克半岛
巴柳泽克半岛（俄语：Полуостров Балюзек）是滨海边疆区奥尔加区的半岛，分隔了弗拉基米尔湾和日本海，其尽头是同名角和灯塔。1857年，尼古拉·马特韦耶维奇·契哈乔夫第一次“发现”了它。它以第一任俄国驻华公使列夫·费奥多罗维奇·巴柳泽克命名。